# Randy Alcorn
Randy Alcorn (Portland, 23 juni 1954) is een Amerikaans auteur.
Alcorn publiceerde zijn eerste boek in 1985. Hij schrijft fictie en non-fictie, waarbij het christelijk geloof een belangrijke rol speelt. Het boek Het Ishbane complot schreef hij samen met zijn dochters Karina en Angela. Alcorn was dertien jaar predikant tot hij in 1989, als lid van een Pro-lifegroep werd opgepakt na geweldloze anti-abortusprotesten. Hij werd veroordeeld tot een schadevergoeding waarbij hij tien jaar lang een deel van zijn maandsalaris aan de abortuskliniek moest betalen. Omdat hij geen financiële bijdrage wilde leveren aan de activiteiten van de abortuskliniek, besloot hij zijn ambt neer te leggen. Alcorn is oprichter en directeur van de Eternal Perspective Ministries (EPM), een non-profitorganisatie die zich richt op Bijbels onderwijs. De royalty's van zijn boeken gaan naar EPM.
Het boek Safely Home (2001), vertaald als Thuiskomst, stond in 2008 met de controverse rond de Olympische Spelen in Peking en de kwestie van de mensenrechten opnieuw in de belangstelling. Het verhaal gaat over de vriendschap tussen de Amerikaan Ben Fielding en een oud-studiegenoot, Li Quan, die in zijn thuisland China als christen wordt vervolgd.

### Non-fictie
- Christians in the Wake of the Sexual Revolution: Recovering Our Sexual Sanity (1985)
- Women Under Stress: Preserving Your Sanity (1986)
- Money, Possessions, and Eternity (1989)
- Sexual Temptation: How Christian Workers Can Win the Battle (1989)
- Is Rescuing Right?: Breaking the Law to Save the Unborn (1990)
- Pro Life Answers to Pro Choice Arguments (1992)
- In Light of Eternity: Perspectives on Heaven (1999), vertaald als In het licht van de eeuwigheid
- The Treasure Principle (2001)
- The Treasure Principle Bible Study (2003)
- The Grace and Truth Paradox (2003)
- The Purity Principle (2003)
- The Law of Rewards (2003)
- Heaven (2004)
- Why Pro Life? (2004)
- Heaven Study Guide (2006)
- Heaven for Kids (2006)

### Fictie
- Deadline (1994), vertaald als Deadline
- Dominion (1996), vertaald als Het Territorium (1998)
- Edge of Eternity (1998), vertaald als Op het randje van de eeuwigheid
- Lord Foulgrin's Letters (2000), vertaald als Brieven van heer Foulgrin
- Safely Home (2001), vertaald als Thuiskomst
- The Ishbane Conspiracy (2001), vertaald als Het Ishbane complot
- Deception (2007), vertaald als Bedrog
- Tell Me About Heaven (2007)
- Wait Until Then (2006)
- Courageous  (2011), vertaald als Moedig